# DTM 1994
DTM 1994 vanns av Klaus Ludwig.

## Delsegrare
| Bana          | Vinnare            | Märke      | Vinnare            | Märke      |
| ------------- | ------------------ | ---------- | ------------------ | ---------- |
| Zolder        | Alessandro Nannini | Alfa Romeo | Alessandro Nannini | Alfa Romeo |
| Hockenheim    | Kurt Thiim         | Mercedes   | Alessandro Nannini | Alfa Romeo |
| Nürburgring   | Klaus Ludwig       | Mercedes   | Nicola Larini      | Alfa Romeo |
| Nürburgring   | Alessandro Nannini | Alfa Romeo | Klaus Ludwig       | Mercedes   |
| Norisring     | Nicola Larini      | Alfa Romeo | Kris Nissen        | Alfa Romeo |
| Diepholz      | Klaus Ludwig       | Mercedes   | Bernd Schneider    | Mercedes   |
| Nürburgring   | Jörg van Ommen     | Mercedes   | Jörg van Ommen     | Mercedes   |
| Avus          | Stefan Modena      | Alfa Romeo | Stefan Modena      | Alfa Romeo |
| Alemannenring | Nicola Larini      | Alfa Romeo | Nicola Larini      | Alfa Romeo |
| Hockenheim    | Kurt Thiim         | Mercedes   | Bernd Schneider    | Mercedes   |

## Slutställning
| Plats | Förare             | Märke      | Poäng |
| ----- | ------------------ | ---------- | ----- |
| 1     | Klaus Ludwig       | Mercedes   | 222   |
| 2     | Jörg van Ommen     | Mercedes   | 175   |
| 3     | Nicola Larini      | Alfa Romeo | 150   |
| 4     | Alessandro Nannini | Alfa Romeo | 149   |
| 5     | Kurt Thiim         | Mercedes   | 141   |
| 6     | Roland Asch        | Mercedes   | 124   |
| 7     | Kris Nissen        | Alfa Romeo | 99    |
| 8     | Manuel Reuter      | Opel       | 89    |
| 9     | Christian Danner   | Alfa Romeo | 88    |
| 10    | Bernd Schneider    | Mercedes   | 86    |